# Mesochorus interruptus
Mesochorus interruptus là một loài tò vò trong họ Ichneumonidae.